# George Hotz
George Francis Hotz, alias geohot (Hackensack, 2 ottobre 1989), è un informatico statunitense, e famoso hacker che ha violato i sistemi di sicurezza Apple e di 
Sony.

## Biografia

### Inizi nell'ambito informatico
Hotz è nato e cresciuto nei pressi di Hackensack, nel New Jersey, dove ha frequentato la Bergen County Accademie. Nel 2007 ha partecipato all'ISEF 2007, dove il suo progetto di imaging 3D, intitolato I want a Holodeck, ha ricevuto riconoscimenti e premi in diverse categorie, tra cui una borsa di studio Intel del valore di 20.000 dollari. Si è poi recato in Svezia per parlare del progetto allo Stockholm International Youth Science Seminar.

### L'hacking di Apple
Fu uno dei primi, in collaborazione con il Dev_Team. Il suo lavoro è iniziato nel 2008 con un iPhone 2G e lo sviluppo di Blackra1n. Il 3 luglio 2009 ha pubblicato Purplera1n, il primo software in grado di eseguire il jailbreak sul nuovo iPhone 3GS. Successivamente, l'8 ottobre 2010 ha pubblicato la versione finale di Limera1n, che permette il jailbreak su iPhone e iPod touch di quarta generazione fino al firmware 4.2.1.

### Hacking su PlayStation 3 e la querela da parte di Sony
Alla fine del 2009, ha annunciato che il suo lavoro per violare la console di Sony aveva finalmente avuto fine, e il 22 gennaio 2010 ha annunciato di essere riuscito ad avere i permessi di scrittura e lettura della memoria della console. Successivamente ha pubblicato degli exploit, a quel tempo inutilizzabili, e la Sony ha pubblicato un aggiornamento di sistema, arrivando al 3.20 e rendendo impossibile l'installazione di un altro sistema operativo. Grazie a queste scoperte è stato permesso l'uso delle dongle USB, e in ultimo, l'installazione di Custom Firmware, così come avviene su PlayStation Portable.
Il 12 gennaio 2011 Sony ha annunciato di aver intentato una causa legale ai danni di geohot, per aver violato sia i diritti d'autore, secondo la policy aziendale di Sony. Il 27 gennaio, la US District Court del Northern District of California vieta all'hacker il rilascio e qualsiasi suo interferimento nel jailbreak PS3.

### Assunzione da parte di Facebook
Il 27 giugno 2011 un giornalista freelance della ZDNet ha riferito che secondo un portavoce di Facebook, Hotz era stato assunto dalla società. Tuttavia, secondo un articolo di CNET, Hotz era stato effettivamente assunto da maggio, notizia confermata da Facebook. Non si sa quale sia stato il suo ruolo nella società. Nel gennaio 2012 Hotz non era più dipendente di Facebook.

### Assunzione da parte di Google
Il 16 luglio 2014 è stato pubblicato che Google ha assunto George Hotz per lavorare nel team di Project Zero. Tutto è cominciato quasi per gioco, quando con la sua ennesima "bravata" Hotz ha violato il browser Chrome di Google con apparente facilità. Per ringraziarlo della segnalazione, Google ha offerto un premio di 150 000 dollari ad Hotz, e subito dopo un'offerta di lavoro, accettata dal ragazzo ventiquattrenne.

### La startup comma.ai
Nell'ottobre del 2015 ha fondato la startup comma.ai che fornisce kit per mutare i veicoli, attualmente sprovvisti, alla guida semi-autonoma. Il software OpenPilot su cui si basa il progetto è rilasciato in open source.